# 이고리 아스탑코비치
이고리 뱌체슬라보비치 아스탑코비치(벨라루스어: Ігар Вячаслававіч Астапковіч 이하르 뱌차슬라바비치 아스탑코비치, 러시아어: И́горь Вячесла́вович Астапкович, 1963년 1월 4일~)는 벨라루스의 전직 육상 선수, 지도자로 주 종목은 해머던지기이다. 올림픽에 4회 참가했으며 2000년 하계 올림픽 남자 해머던지기 종목에서 동메달을 획득했다. 또한 세계 선수권 대회에서 은메달 3개를 획득했다.